# Careproctus mederi
Careproctus mederi és una espècie de peix pertanyent a la família dels lipàrids.

## Hàbitat
És un peix marí i batidemersal que viu entre 202 i 950 m de fondària.

## Distribució geogràfica
Es troba al mar d'Okhotsk.

## Observacions
És inofensiu per als humans.